# Delta Geminorum
Désignations
Delta Geminorum (δ Gem / δ Geminorum) est une étoile triple de la constellation des Gémeaux. Elle porte également le nom traditionnel Wasat. Sa magnitude apparente combinée est de +3,53. D'après la mesure de sa parallaxe annuelle par le satellite Hipparcos, le système est situé à 60,5 années-lumière de la Terre.

## Nomenclature
Wasat est aujourd’hui le nom propre de Delta Geminorum approuvé par l’Union astronomique internationale (UAI). Arbitrairement appliqué à cette étoile par Giuseppe Piazzi (1814), ce nom est inspiré par le fait « wasat, i.e. medium », ce qui est une allusion au fait que la figure d’al-Ğawzā’ = Orion se trouvait, pour des commentateurs arabes, « au milieu [du ciel] », terme qui traduit l’arabe وسط wasaṭ, ainsi que le rapporte Thomas Hyde dans sa traduction à partir du سلطانی Zīğ-i Sulṭānī ou « Tables sultaniennes » d’Uluġ Bēg (1437),.

## Propriétés
Wasat est seulement à 2 dixièmes de degré au sud de l'écliptique, et est donc parfois occultée par la Lune et beaucoup plus rarement par une planète. La dernière occultation par une planète fut par Saturne le 30 juin 1857 et la prochaine sera par Vénus le 12 août 2420.
Wasat est en réalité un système d'étoiles triple. Il comprend d'abord une binaire spectroscopique, dont l'étoile primaire est une étoile de type spectral F2IV. Elle et sa compagne parcourent leur orbite en 1 200 ans. La troisième étoile est un compagnon visuel invisible à l'œil nu mais clairement visible dans un petit télescope. Il s'agit d'une naine orange de type spectral K3V de huitième magnitude et localisée à sept secondes d'arc de la binaire spectroscopique.